# Streifenrücken-Kaktustangare
Die Streifenrücken-Kaktustangare (Incaspiza ortizi) auch Grauflügelammer ist eine Vogelart aus der Familie der Tangaren (Thraupidae). Der Bestand wird von der IUCN als gefährdet (Vulnerable) eingeschätzt.

## Merkmale
Die Streifenrücken-Kaktustangare erreicht eine Körperlänge von etwa 16,5 Zentimetern. Die graubraune Oberseite ist am Rücken und im Schulterbereich dunkel gestreift. Die Ohrdecken und der Nacken sind grau. Die Stirn, der Bereich um die Augen und ein kleiner Kehlfleck sind schwarz und umrahmen den orangen Schnabel. Die Beine sind ebenfalls orange. Die graue Brust geht Richtung Bauch und Unterschwanzdecken stufenweise ins weiß über. Die äußeren schwarzen Schwanzfedern beinhaltet großteils weiße Elemente.

## Verbreitung und Lebensraum
Der Vogel ist endemisch in Peru. Er wurde bisher u. a. im nördlichen Teil der Provinz Huancabamba beobachtet. Auch im extremen Nordosten der Provinz Piura ist der Vogel schon gesichtet worden. An den Pazifikhängen der Anden im Nordosten der Provinz Santa Cruz in der Region Cajamarca wurden weitere Bestände entdeckt. Auch im Osten der Provinz Celendín kommt der Vogel vor. Da die Streifenrücken-Kaktustangare am Marañón an den Grenzen zu den Regionen Amazonas und La Libertad gesehen wurde, besteht die berechtigte Möglichkeit, dass der Bestand doch höher als angenommen ist. In all diesen Gebieten bewegt sie sich in Höhen zwischen 1800 und 2600 Metern. Das typische Habitat besteht aus Berggestrüpp. So findet man den Vogel an krautartigen  bis zu 1,40 Meter großen Büschen, kleineren Akazien (Acacia), unterschiedlichen Kakteen und Bromeliengewächsen (Bromeliaceae).

## Verhalten
Das Verhalten des Vogels ist relativ unscheinbar, so dass relativ wenig über das Verhalten bekannt ist. Er ernährt sich von Saatgut, von Pflanzenteilen und Insekten. Seine Brutzeit ist von Mai bis September.

## Etymologie und Forschungsgeschichte
Die Erstbeschreibung der Streifenrücken-Kaktustangare erfolgte 1952 durch John Todd Zimmer unter dem wissenschaftlichen Namen Incaspiza ortizi. Das Typusexemplar wurde von Javier Ortíz de la Puente Denegri (1928–1952) am 24. April 1951 bei La Esperanza gesammelt. 1898 führte Robert Ridgway die für die Wissenschaft neue Gattung ncaspiza ein. Dieser Name leitet sich von »Inka« für und »spiza, spizō σπιζα, σπιζω« für »Fink, Liebhaber, tschirpen« ab. Der Artname ist seinem Sammler gewidmet.